# Синьки (Берестовицкий район)
Синьки́ (бел. Сінькi) — деревня в Берестовицком районе Гродненской области Белоруссии.
Входит в состав Берестовицкого сельсовета.
Расположена в центральной части района. Расстояние до районного центра Большая Берестовица по автодороге — 8 км и до железнодорожной станции Берестовица — 16 км (линия Мосты — Берестовица). Ближайшие населённые пункты — Жабры, Зайковщина, Кончаны. Площадь занимаемой территории составляет 0,2449 км², протяжённость границ 2598 м.

## История
Синьки впервые упоминаются в XIX веке. Отмечены как деревня Сеньки и фольварк Панево на карте Шуберта (середина XIX века). На 1845 год Cиньки числились в составе Мало-Берестовицкой волости Гродненского уезда Гродненской губернии, часть имения Зеньковщизна (Зайковщизна), принадлежавшего Заневской. Насчитывали 15 дворов, 122 жителя. В 1890 году Сеньки имели 228 десятин земли. Рядом находился участок Сеньки-Берестовщизна, принадлежавший Куликовскому и имевший 42 десятины земли. По описи 1897 года участок значился как фольварк Сеньки с 6 жителями. На 1905 год — деревня и фольварк, насчитывавшие 149 жителей деревни и 6 жителей фольварка. На 1914 год — в деревне 239 человек, в соседнем одноимённом урочище 7 жителей. С августа 1915 по 1 января 1919 года входили в зону оккупации кайзеровской Германии. Затем, после похода Красной армии, в составе ССРБ. В феврале 1919 года в ходе советско-польской войны заняты польскими войсками, а с 1920 по 1921 год войсками Красной Армии.
После подписания Рижского договора, в 1921 году Западная Белоруссия отошла к Польской Республике и деревня была включена в состав новообразованной сельской гмины Мала-Бжостовица Гродненского повета Белостокского воеводства. В 1924 году насчитывала 18 дымов (дворов) и 100 душ (44 мужчины и 56 женщин). Из них 1 католик и 99 православных; 86 поляков и 14 белорусов.
В 1939 году, согласно секретному протоколу, заключённому между СССР и Германией, Западная Белоруссия оказалась в сфере интересов советского государства и её территорию заняли войска Красной армии. В 1940 году деревня вошла в состав новообразованного Данилковского сельсовета Крынковского района Белостокской области БССР. С июня 1941 по июль 1944 года оккупирована немецкими войсками. Деревня потеряла 5 жителей, погибших на фронте и в партизанской борьбе. С 20 сентября 1944 года в Берестовицком районе. В 1959 году насчитывала 140 жителей. С 25 декабря 1962 года по 30 июля 1966 входила в состав Свислочского района. 1970 году насчитывала 109 жителей. С 12 ноября 1973 года в Пархимовском сельсовете. На 1998 год насчитывала 26 дворов и 49 жителей, магазин.  До 21 июня 2003 года в составе колхоза «имени М. Горького» (бел. iмя М. Горкага). 18 октября 2013 года переведена в состав Берестовицкого сельсовета.

## Население
| 1845 | 1905 | 1914 | 1924 | 1959 | 1970 | 1998 | 1999 | 2009 | 2015 |
| ---- | ---- | ---- | ---- | ---- | ---- | ---- | ---- | ---- | ---- |
| 122  | 155  | 246  | 100  | 140  | 109  | 49   | 40   | 27   | 19   |

## Транспорт
Через деревню проходят автодороги местного значения:
- Н6248 Карповцы — Синьки — Долбенки;
- Н6917 Петровцы — Синьки.